# 斉藤ふみのPietro Buona Vita
斉藤ふみのPietro Bouna Vita（さいとうふみのピエトロ・ボナ・ヴィータ）は2003年4月8日から2009年3月29日までエフエム福岡（FM FUKUOKA）で日曜9:00 - 9:55に放送されていた番組である。パーソナリティーは斉藤ふみ。提供はピエトロ一社。

## 番組内容
- 斉藤ふみ自身が気になることを紹介していく。
- 食べ物やファッション、季節にあったもの(正月なら、年賀状やお正月の過ごし方)など流行をチェックしていく。

## トークイベント
ボナ・ヴィータでは何度かトークイベントを行う。ゲストは下記を参考に。
- アンジェラアキ
- 河口恭吾
- スガシカオ
- orange pekoe